# 马佐库
马佐库是葡萄牙布拉干萨区的一个堂区。总面积18.81平方公里，总人口206人，人口密度11人/平方公里。